# 梁宰豪
梁宰豪（韓語：양재호，1963年2月8日—），韩国围棋职业九段棋手。
1989年连胜白成毫、徐奉洙、金熙中和張秀英，夺得第一届東洋證券杯冠军。1990年在第3届富士通杯上战胜石田芳夫。同年进入第二届東洋證券杯八强。
1993年在第6届富士通杯上战胜林海峰。
1996年战胜王立诚和小林光一，进入第1届三星盃四强。同年在第9届富士通杯上战胜酒井猛。
2000年连胜罗洗河、横田茂昭和周鹤洋，进入第5届三星盃四强。
2001年在第6届LG盃上战胜俞斌。